# Abdallah Beyhum
Abdallah Beyhum (ou Abdullah Bayhum ; 1879-1962) est un homme d'État libanais.
Il était président du Conseil du 29 janvier 1934 au 30 janvier 1936 , et du 21 septembre 1939 au 4 avril 1941 ; une troisième fois, du 21/7/1943 au 25/9/1943 , d'ailleurs il a offert une réception en l'honneur de Béchara el-Khoury, qui vient d'être élu Président de la République, cette réception avait revêtue un caractère politique très important, puisque le Liban était toujours sous mandat, et les autorités françaises étaient contre l'élection de Béchara el-Khoury à la présidence, en fait il fut emprisonné le 11 novembre 1943.